# Clarksdale (Mississippi)
Clarksdale je okresní město Coahoma County ve státě Mississippi, USA.
Město má kolem 20 000 obyvatel. Bylo pojmenováno po jeho zakladateli Johnu Clarkovi, švagrovi politika Jamese L. Alcorna, jehož plantáž se nachází nedaleko.
Clarksdale byl domovem mnoha významných bluesových hudebníků.

## Hudební historie
V Clarksdale se v současné době nachází dvě historická místa zařazená do projektu Mississippi Blues Trail, trasy významných bodů pro vývoj mississippského blues. Jedná se o Riverside Hotel a srub Muddyho Waterse.

## Významní obyvatelé

### Bluesoví hudebníci
- Big Jack Johnson
- Bukka White
- Earl Hooker
- Ike Turner
- John Lee Hooker
- Johnny B. Moore
- Muddy Waters
- Sam Cooke
- Son House
- Super Chikan

### Politici
- Aaron Henry
- Earl L. Brewer
- Charles L. Sullivan

## Doprava
Ve městě se protínají silnice U.S. Route 61 a 49.
Clarksdale má také své vlastní letiště (Fletcher Field).

## Zajímavosti
- Legenda praví, že právě zde Robert Johnson prodal svou duši ďáblu. Podle křižovatky Route 61 a 49 je pojmenována jeho píseň Cross Road Blues.
- Album Jimmyho Page z roku 1998 se jmenuje Walking into Clarksdale.
- Jedna z písní Son House nese název Clarksdale Moan.

## Galerie

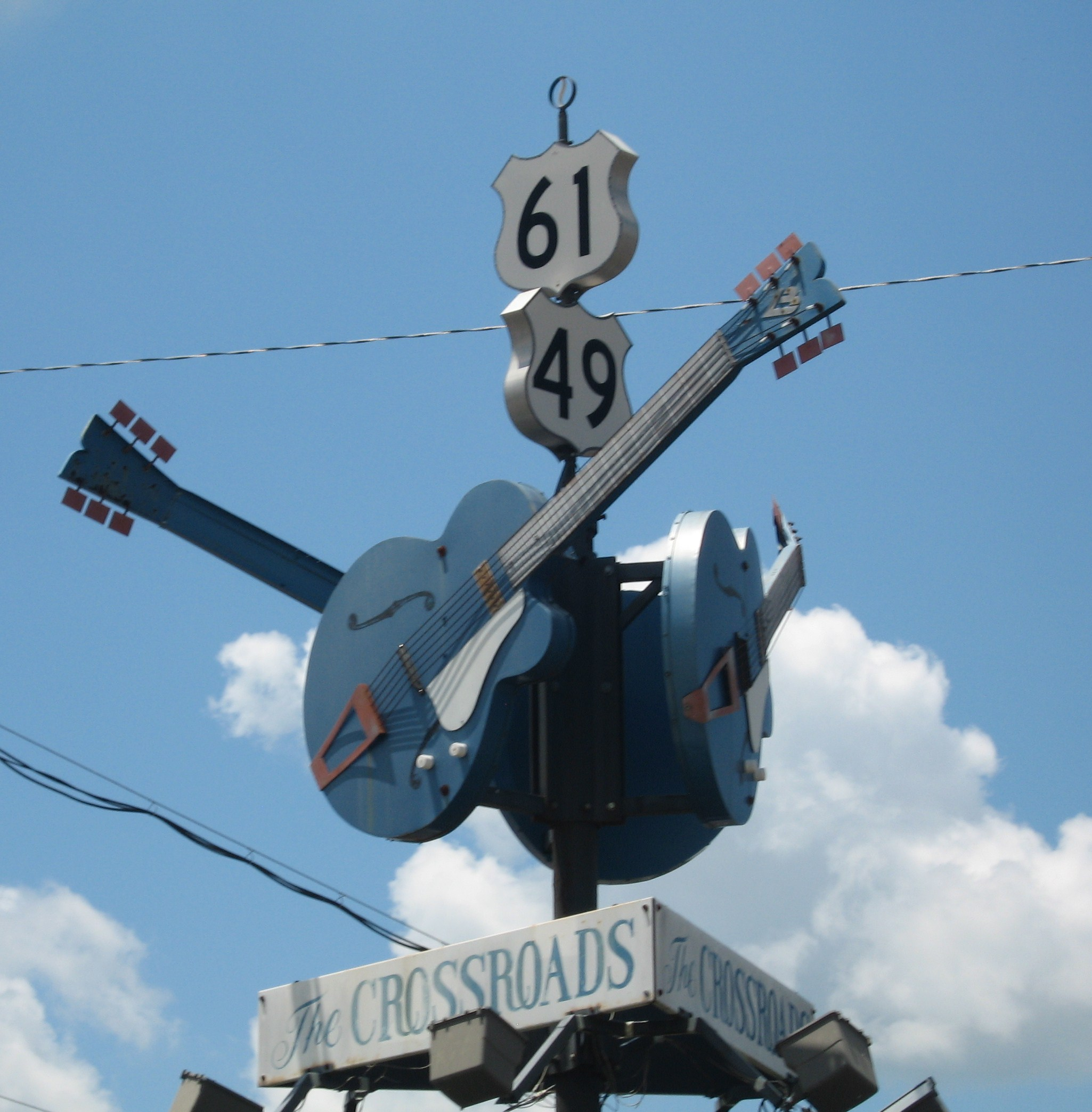
Legendární "Crossroads"
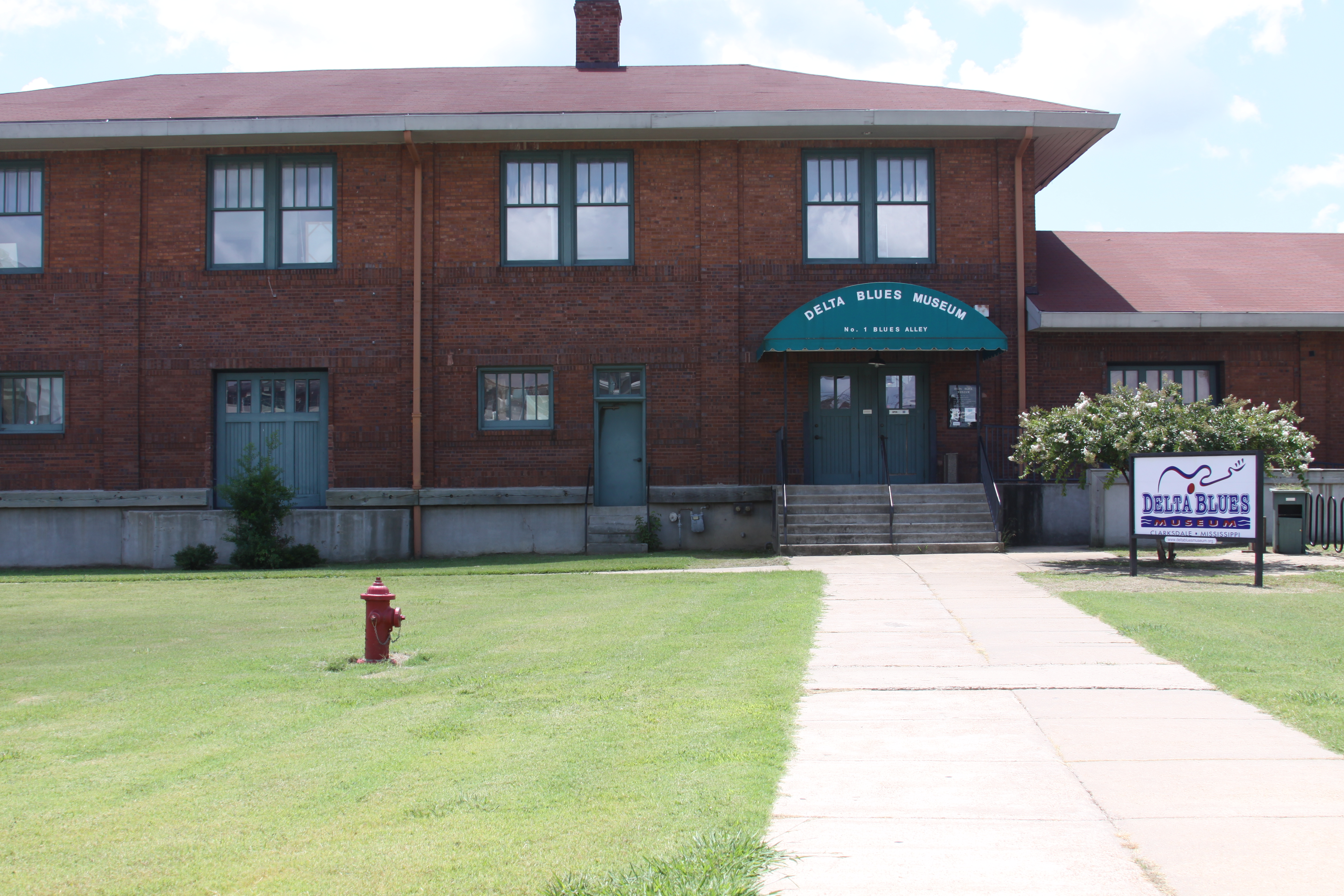
Delta Blues Museum
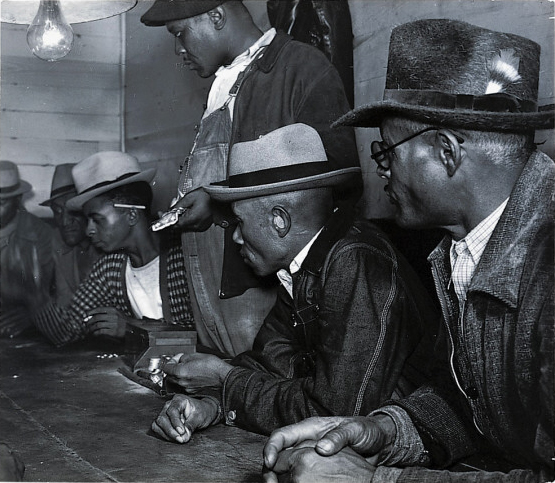
Fotografie od Marion Post Wolcott (hráči hrají o své "cotton money")
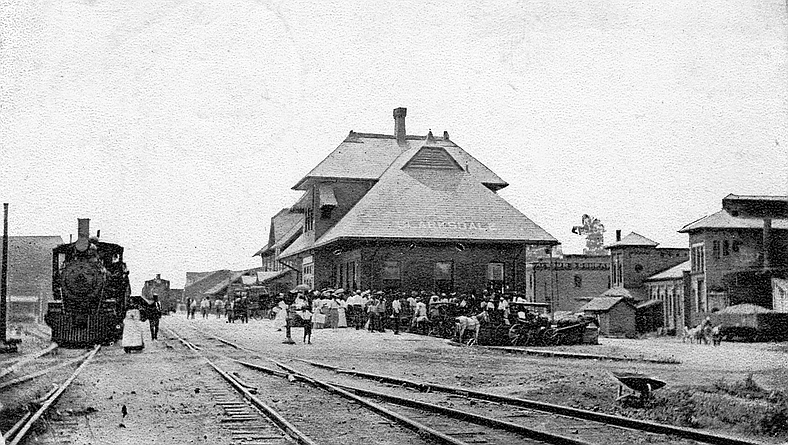
Central Passenger Depot, začátek 20. století
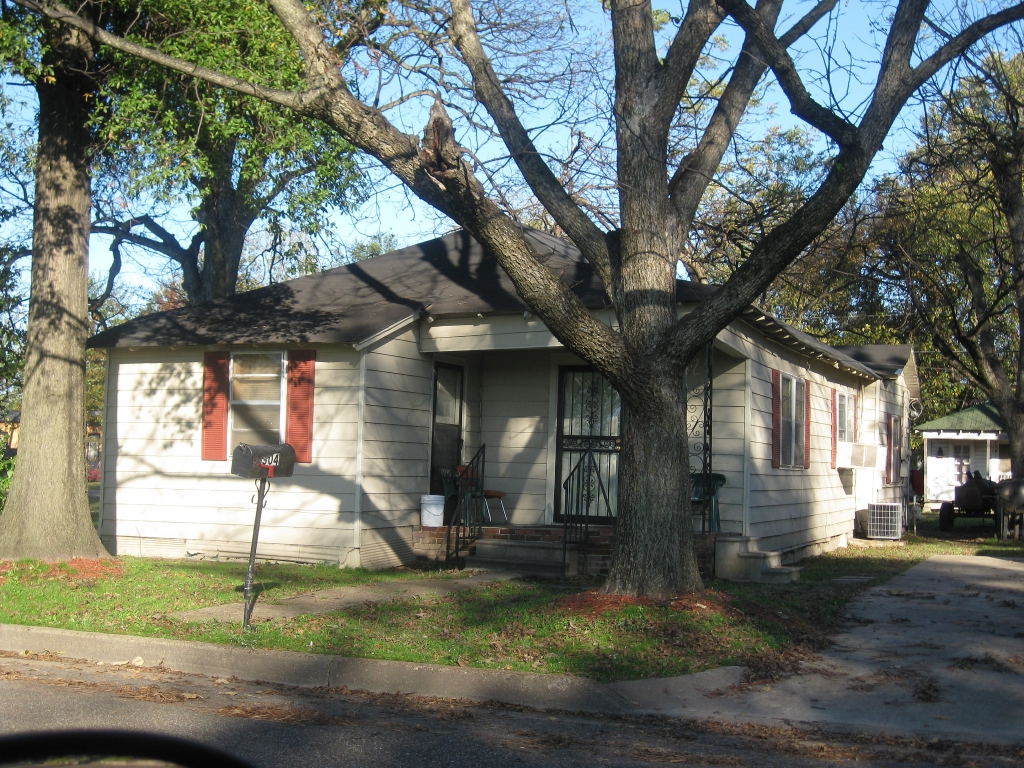
Dům, ve kterém bydlel Ike Turner (304 Washington, Clarksdale, MS)
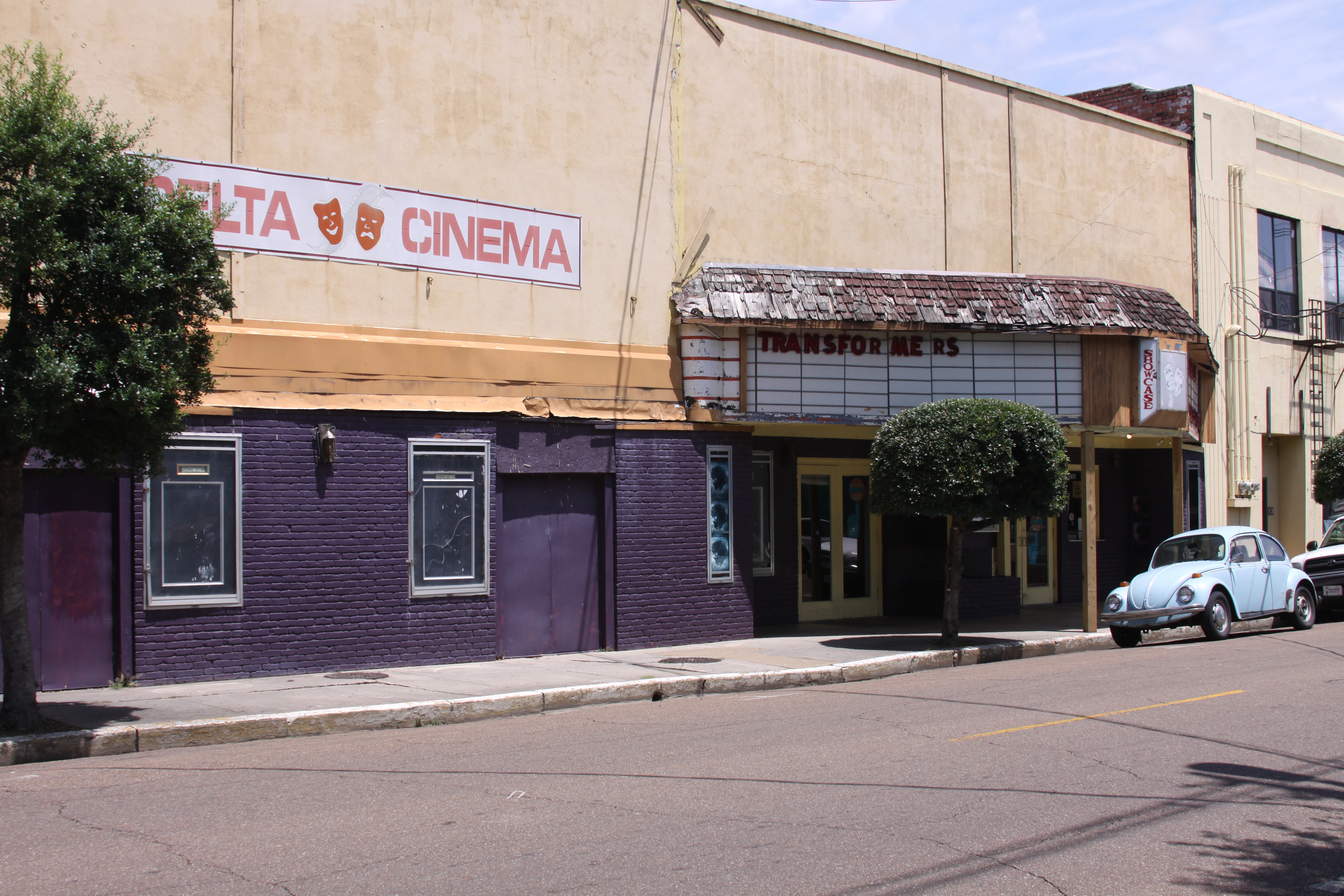
Delta Cinema